# Заводск
Заводск (на украински: Заводське; на руски: Заводское) е най-младият град в Полтавска област в Централна Украйна.
Името на града проихожда от „червен завод“. Разположен е на левия бряг на река Сула.

## История
Основан е през 1928 г. на около 8 км югозападно от районния център Лохвица до железопътната линия Гомел - Ромодан - Кременчуг. Там е построена захарна фабрика. През 1977 г. получава статут на град.

## Население
Около 7100 души живеят в Червонозаводск през 1970 г. До 1989 г. броят на населението нараства на 10 076 жители. В града живеят 9024 души към 2001 г.

## Икономика
В града се развива предимно хранително-вкусова промишленост (производство на захар и алкохол).